# John Richard Green

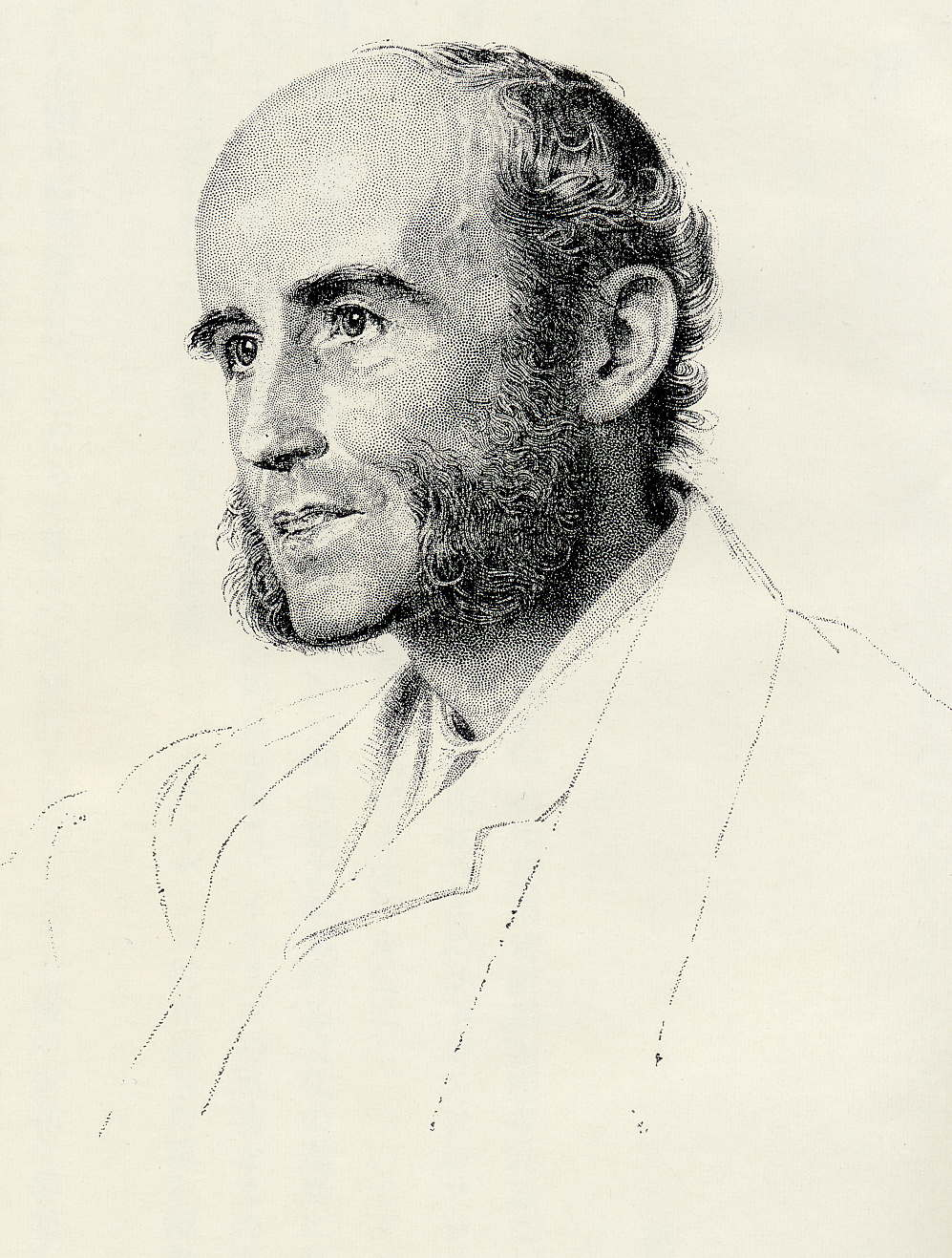
John Richard Green

John Richard Green, född 12 december 1837, död 7 mars 1883, var en brittisk historisk författare.
Green verkade som präst 1860-1869. Hans första större historiska arbete var Short history of the English people (1874), ett av den engelska historieskrivningens mest lästa verk. Efter en betydande omarbetning och utvidgning utkom arbete under titeln A history of the English people (fyra band, 1877–1880, svensk översättning i två band 1885–1887). I en rad livfulla och pittoreska tavlor gavs här en skildring av de engelska folket genom tiderna. Kulturlivets olika sidor behandlade inte som från varandra isolerade fenomen utan som olika moment i en och samma utvecklingsgång, ledd av historiens stora gestalter. Med stöd av arkeologiska och topografiska rön försökte Green även ge en rent vetenskaplig skildring av sitt lands öden. Endast två arbeten blev dock färdiga, The making of England (1881) och The conquest of England (1883), slutförd av hans hustru A. Stopford-Green), vilka beskriver Englands historia ca 450–1066. Oxford historical society och English historical review har tillkommit på initiativ av Green.

### Fotnoter
1. ↑   (på engelska) A short history of the English people.. London. 1876. Libris 1206897
2. ↑   (på engelska) History of the English people. London: Macmillan and co. 1877–1880. Libris 10904364
3. ↑   Engelska folkets historia.. Upsala. 1885–1887. Libris 219490 (översättning Victor Pfeiff)
4. ↑   (på engelska) The making of England.. London. 1881. Libris 2996183
5. ↑   (på engelska) The conquest of England.. London. 1883. Libris 2996181
6. ↑   (på engelska) The English historical review.. Harlow: Longman Group. 1886-. Libris 3410700